# Rye (Gørlev Sogn)
 For alternative betydninger, se Rye. (Se også artikler, som begynder med Rye)
Rye er en lille vestsjællandsk landsby med ca. 150 indbyggere i Gørlev Sogn mellem Slagelse og Kalundborg, knap to km syd for Gørlev. For år tilbage var der både en smedie, to autoværksteder, bager, købmand, champignonfabrik, Figurhaven, rideskole og skole.
 Der er for få eller ingen kildehenvisninger i denne artikel, hvilket er et problem. Du kan hjælpe ved at angive troværdige kilder til de påstande, som fremføres i artiklen.

|  | Denne artikel om lokaliteten Rye (Gørlev Sogn) kan blive bedre, hvis der indsættes et (bedre) billede. Du kan hjælpe ved at afsøge Wikimedia Commons for et passende billede eller lægge et op på Wikimedia Commons med en af de tilladte licenser og indsætte det i artiklen. |

55°31′20″N 11°14′18″Ø / 55.522169°N 11.238449°Ø